# Bällstaån

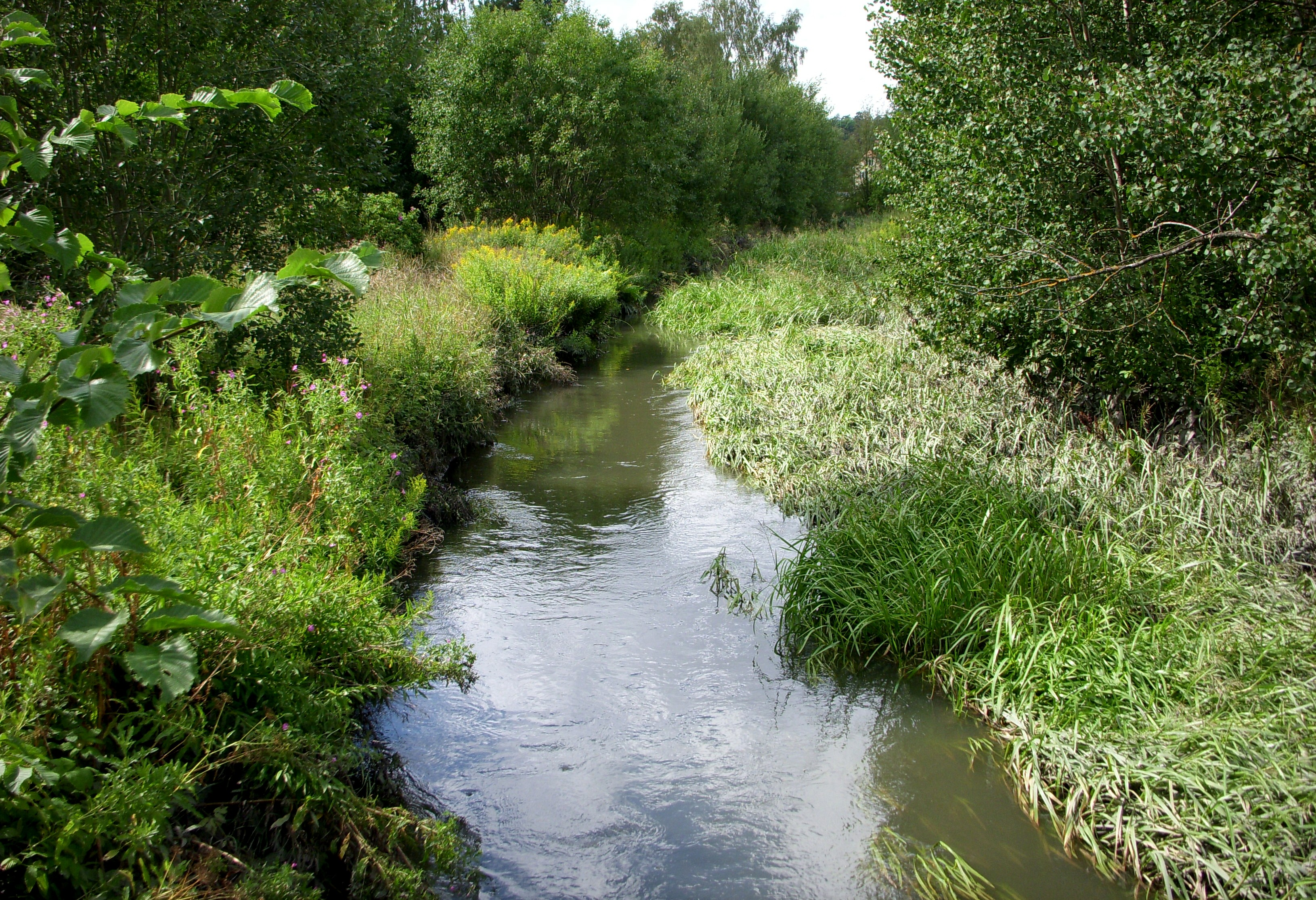
Bällstaån mot väst i Bällsta.

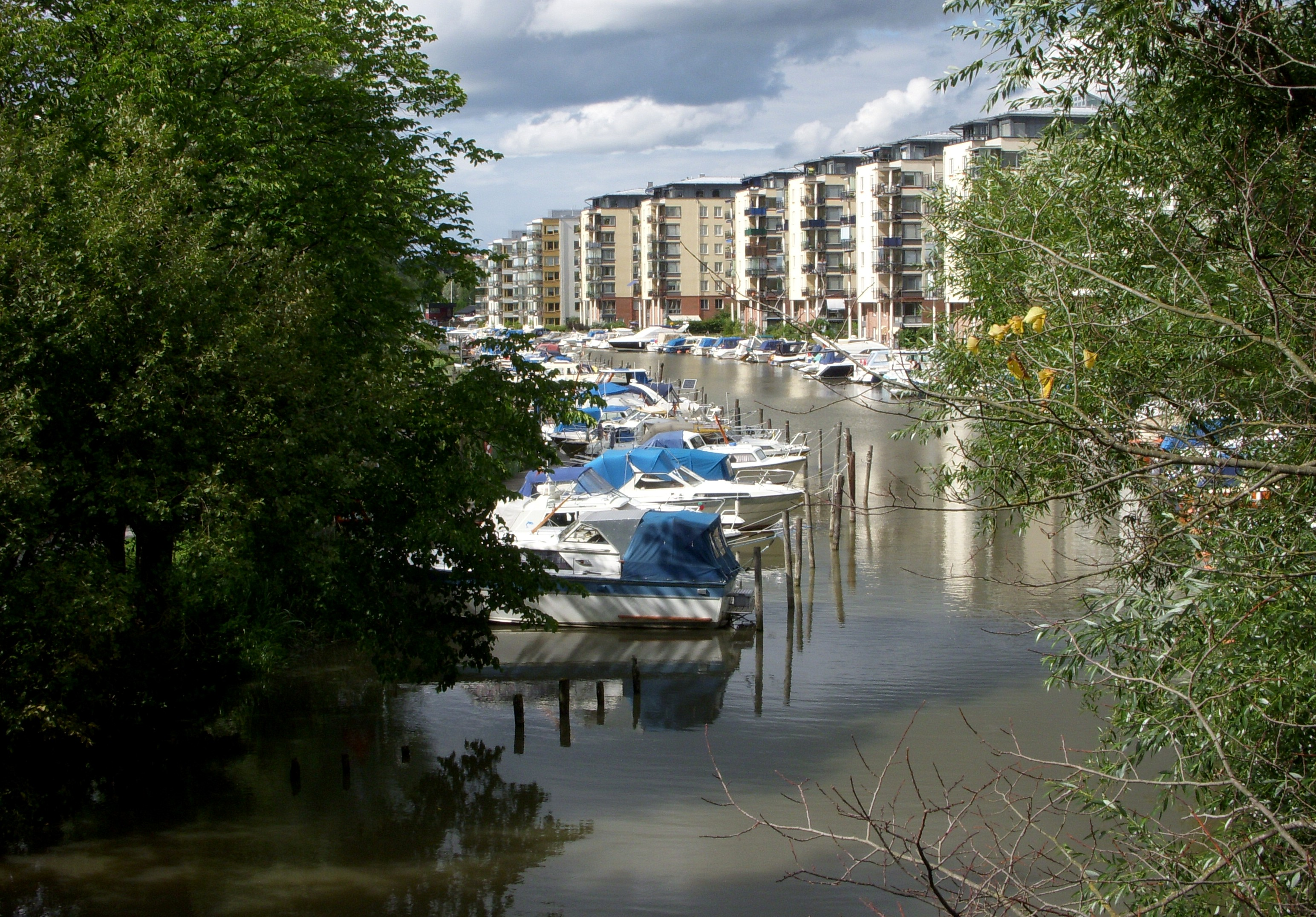
Bällstaviken mot nordväst i Sundbyberg.

Bällstaån (i sitt övre lopp även benämnd Spångaån) är ett vattendrag i Järfälla, Stockholms och Sundbybergs kommuner. 
Bällstaån börjar i Viksjö (Järfälla kommun, på berget bakom Avstyckningsgränd) och rinner mot sydost, passerar Veddesta och Barkarby, och rinner sedan på fältet mellan Hjulsta och Tensta å ena sidan och Lunda industriområde å den andra. Ån passerar här mycket nära Hjulsta koloniträdgård. Kort därefter leds ån under en cirka 1,4 km lång sträcka i tunnel under Spånga. Ån passerar Sundby och når sedan stadsdelen Bällsta. Här korsar ån  Solvalla travbana på längden och utgör en del av dess grönområde i mitten av travbanan. Vid Löfströmsbron mellan Sundbybergs kommun och Mariehäll rinner ån ut i Bällstaviken, som är en vik i Ulvsundasjön, som i sin tur är en del av Mälaren. 
Bällstaåns längd är 10,5 km, fallhöjden endast cirka 10 meter, varför strömmande sträckor saknas. Avrinningsområdet är 36 km², och medelvattenföringen är cirka 250 liter/s vid mynningen. Åns viktigaste biflöden är Nälsta dike i Stockholms kommun och Veddesta dike i Järfälla kommun.
Nästan hela Bällstaån är utdikad och uträtad, endast en kort sträcka nära Hjulsta och Tensta går i ett opåverkat lopp. Vid Solvalla är ån reglerad genom en damm. Bällstaåns vatten är förorenat, och mycket skräp slängs i ån. Icke desto mindre är vissa sträckor värdefulla ur rekreationssynpunkt.